# Salfo Bikienga
Salfo Bikienga (* 31. Dezember 1989) ist ein burkinischer Radrennfahrer.
Bikienga gewann die erste Etappe der Tour du Faso 2011 und führte für zwei Etappen die Gesamtwertung an. Am Ende belegte er den siebten Platz in der Gesamtwertung. Auch 2013 gewann er bei der Tour du Faso eine Etappe, dieser Etappensieg wurde ihm aber aufgrund Doping mit Methylhexanamin aberkannt und er wurde vom 23. Oktober 2013 bis zum 2. Juni 2015 gesperrt.
Während dem Lauf der Sperre wurde Bikienga burkinischer Meister im Straßenrennen; von einer Aberkennung dieses Titels wurde nichts bekannt. Er wiederholte seinen Meisterschaftserfolg im Jahr 2019.

## Erfolge
2011
- eine Etappe Tour du Faso

2014
- Burkinischer Meister – Straßenrennen

2019
- Burkinischer Meister – Straßenrennen